# Phare d'Helliar Holm
Le phare d'Helliar Holm est un phare situé sur la petite île d'Helliar Holm, au sud de Shapinsay l'une des îles de l'archipel des Orcades au nord des Highlands en Écosse. C'est une île accessible à marée basse.
Ce phare est géré par le Northern Lighthouse Board (NLB) à Édimbourg,l'organisation de l'aide maritime des côtes de l'Écosse.

## Le phare
Le phare a été conçu par l'ingénieur écossais David Alan Stevenson en 1983. C'est une tour ronde en pierre blanche de 13 m de haut, avec galerie ocre et lanterne noire. Il est attenant à des bâtiments qui sont désormais à l'abandon. Il émet des flashs blancs, rouges et verts toutes les dix secondes selon direction.
Il est érigé sur le cap Saeva, côté sud de l'île. Helliar Holm est dans le Shapinsay Sound, entre Shapinsay et Maintland. L'îlet est accessible par le bateau ou à marée basse.
Identifiant : ARLHS : SCO-094 - Amirauté : A3684 - NGA : 3236.

### Lien connexe
- Liste des phares en Écosse